# Die Lit
«Die Lit» es el primer álbum de estudio del rapero estadounidense Playboi Carti. Fue lanzado el 11 de mayo de 2018 por AWGE Label e Interscope Records. El álbum presenta apariciones especiales de Skepta, Travis Scott, Lil Uzi Vert, Pi'erre Bourne, Nicki Minaj, Bryson Tiller, Chief Keef, Gunna, Red Coldhearted, Young Thug y Young Nudy. La producción del álbum estuvo a cargo principalmente de Pi'erre Bourne, con la asistencia de Don Cannon e IndigoChildRick, entre otros.
Die Lit recibió críticas generalmente positivas de los críticos y debutó en el número tres en el Billboard 200 de EE. UU.

## Antecedentes y lanzamiento
En diciembre de 2017, un video mostraba a Playboi Carti detrás de una mesa de mezclas, presumiblemente escuchando material nuevo con la leyenda "Modo álbum". En marzo de 2018, Pi'erre Bourne broméo sobre que el proyecto se había finalizado a través de Twitter. El 10 de mayo de 2018, Carti anunció la fecha de lanzamiento del álbum a través de la misma red social. El mismo día, ASAP Rocky reveló la imagen del álbum. Tras su lanzamiento, el álbum se lanzó brevemente exclusivamente a través de Tidal, antes de aparecer en otros servicios de transmisión.

## Recepción
Die Lit recibió críticas generalmente positivas. En Metacritic, que asigna una calificación normalizada de 100 a las reseñas de publicaciones profesionales, el álbum recibió una puntuación promedio de 71, según siete reseñas. 
Evan Rytlewski de Pitchfork declaró que Die Lit es "un álbum que funciona casi completamente con su propio guión loco. Es un subidón de azúcar perversamente infeccioso, un rap que recalibra fundamentalmente los centros de recompensa del cerebro", elogiando la producción y la simplicidad:" En su mejor momento, es decir, casi todo, en realidad, el álbum casi parece suspender la gravedad. ¿Cómo un rapero así de básico logra un proyecto tan electrizante? No, el rap de Carti no es mejor esta vez. Y no, realmente no importa. Cuando el carnaval en sí es tan magnífico, no hay necesidad de fastidiar al líder del ring ". Corrigan B de Tiny Mix Tapes dijo: "Como su predecesor, es un álbum de discos de fiesta; estas son canciones que se reproducirán hasta el infinito en funciones hasta que los ganchos, los descansos y, por supuesto, el bajo se quemen en el cerebro. de cada asistente ". Maxwell Cavaseno de HotNewHipHop concluyó que Die Lit "se siente como lo más cercano a un álbum completamente realizado, ya que Carti nunca estará cerca de lograrlo" y que "debería, al menos, ser respetado por hacer tanto mientras lo hace tan". pequeño." La publicación en línea Sputnikmusic declaró: "Gran parte de la gratificación de este disco está en la producción, que toma el antiguo truco del hip-hop de tomar una idea melódica fraccionada, apenas una canción en sí misma, y sacar de ella un sonido espeso tejido." 
A. ¡Armonía de Exclaim! criticó el álbum por su falta de variedad, diciendo "Es bastante divertido pero, salvo por unos pocos guardianes, tiene la vida útil de una efímera. Disfruta durante el verano y olvídate de la mayor parte en septiembre ".  Riley Wallace de HipHopDX declaró: "A través de un cuerpo de trabajo más respetable, es poco probable que se gane a los detractores".  Neil Z. Yeung de AllMusic dijo: "Al igual que Rae Sremmurd y Migos, estos himnos de trap de graves grandes deben mucho a su ambiente amigable para los clubes, pero ofrecen poco en términos de sustancia o impacto duradero". 

### Reconocimientos
| Medio        | Lista                                     | Posición | Refs.  |
| ------------ | ----------------------------------------- | -------- | ------ |
| Complex      | Los 50 mejores álbumes de 2018            | 45       | [ 7 ]  |
| Fact         | Los 50 mejores álbumes de 2018            | 35       | [ 8 ]  |
| Highsnobiety | Los 25 mejores álbumes de 2018            | 17       | [ 9 ]  |
| Noisey       | Los 100 mejores álbumes de 2018 de Noisey | 23       | [ 10 ] |
| Pitchfork    | Los 50 mejores álbumes de 2018            | 25       | [ 11 ] |
| Spin         | Los 51 mejores álbumes de 2018            | 18       | [ 12 ] |

## Desempeño comercial
Die Lit debutó en el número tres en el Billboard 200 de los EE. UU. Con 61.000 unidades equivalentes a álbumes, de las cuales 5.000 fueron ventas de álbumes puros. El 31 de julio de 2019, el álbum fue certificado oro por la Recording Industry Association of America (RIAA) por ventas combinadas y transmisiones superiores a 500,000 unidades en los Estados Unidos. 

## Listado de pistas
Todas las pistas han sido producidas por Pi'erre Bourne, excepto donde se indique otro productor:
| Die Lit track listing |                                                    |                 |          |  |
| N.º                   | Título                                             | Productor       | Duración |  |
| 1.                    | «Long Time (Intro)»                                | Art Dealer      | 3:31     |  |
| 2.                    | «R.I.P.»                                           |                 | 3:12     |  |
| 3.                    | «Lean 4 Real» (featuring Skepta)                   | IndigoChildRick | 2:57     |  |
| 4.                    | «Old Money»                                        |                 | 2:15     |  |
| 5.                    | «Love Hurts» (featuring Travis Scott)              | Pi'erre Bourne  | 3:00     |  |
| 6.                    | «Shoota» (featuring Lil Uzi Vert)                  | Maaly Raw       | 2:33     |  |
| 7.                    | «Right Now» (featuring Pi'erre Bourne)             |                 | 3:27     |  |
| 8.                    | «Poke It Out» (with Nicki Minaj)                   |                 | 4:29     |  |
| 9.                    | «Home (KOD)»                                       |                 | 2:42     |  |
| 10.                   | «Fell in Luv» (featuring Bryson Tiller)            |                 | 3:26     |  |
| 11.                   | «Foreign»                                          |                 | 2:22     |  |
| 12.                   | «Pull Up»                                          |                 | 3:36     |  |
| 13.                   | «Mileage» (featuring Chief Keef)                   |                 | 2:29     |  |
| 14.                   | «FlatBed Freestyle»                                |                 | 3:13     |  |
| 15.                   | «No Time» (featuring Gunna)                        | Don Cannon      | 3:39     |  |
| 16.                   | «Middle of the Summer» (featuring Red Coldhearted) |                 | 2:17     |  |
| 17.                   | «Choppa Won't Miss» (featuring Young Thug)         |                 | 3:37     |  |
| 18.                   | «R.I.P. Fredo (Notice Me)» (featuring Young Nudy)  |                 | 2:41     |  |
| 19.                   | «Top» (featuring Pi'erre Bourne)                   |                 | 2:13     |  |

## Listados musicales
| Lista (2018)                            | Máxima posición |
| --------------------------------------- | --------------- |
| Australia (ARIA)                        | 49              |
| Bélgica (Ultratop flamenca)             | 41              |
| Bélgica (Ultratop valona)               | 116             |
| Canadá (Billboard Canadian Albums)      | 9               |
| Países Bajos (Album Top 100)            | 19              |
| Irlanda (IRMA)                          | 38              |
| Nueva Zelanda (Recorded Music NZ)       | 27              |
| Suiza (Schweizer Hitparade)             | 37              |
| Reino Unido (UK Albums Chart)           | 27              |
| Estados Unidos (Billboard 200)          | 3               |
| Estados Unidos (Top R&B/Hip-Hop Albums) | 2               |